# Naturschutzgebiet Tännmattu
Das Naturschutzgebiet Tännmattu ist eine Flusslandschaft und ein Naturschutzgebiet in den Gemeinden Blatten und Wiler im Schweizer Kanton Wallis. Die 17,8 Hektar grosse Fläche entlang des Flusses Lonza ist seit 1992 im Bundesinventar der Auengebiete von nationaler Bedeutung als Schutzgebiet ausgewiesen und in der Weltdatenbank der Schutzgebiete verzeichnet.
Beim verheerenden Bergsturz von Blatten vom 28. Mai 2025 wurde mehr als die Hälfte des Schutzgebiets in katastrophaler Weise verändert. Eine riesige, vom Birchgletscher heruntergefallene Gesteins- und Eismasse, vermischt mit tausenden Bäumen aus dem Bergwald, erreichte im Talboden auch das Naturschutzgebiet und deckte dessen oberen Abschnitt mit einer hohen Sedimentschicht zu. Das Wasser der Lonza und mehrerer Seitenbäche schuf sich auf der Schuttmasse neue natürliche Ablaufrinnen und bildete somit eine neue Auenlandschaft. Der untere Abschnitt des Schutzgebiets blieb vom Bergsturzereignis verschont, wird jedoch durch die grosse Schwebstofffracht der Lonza verändert.

## Name
Der mundartliche Schutzgebietsname «Tännmattu» kommt von den Lokalnamen «Tänn» im Gebiet von Wiler und «Tännmatten» (auf der neueren Landeskarte «Tännmattä») im Gebiet von Blatten. Zur Namensgruppe gehören unter anderem auch noch die Bezeichnungen «Tännerstäg» für eine Brücke über die Lonza, «Tännerbach» für ein linkes und «Tännbach» für ein rechtes Nebengewässer derselben, der Berggipfel «Tännbachhorn» sowie der Tännbachgletscher nördlich von Wiler. Der Weiler Tännmatten wurde beim Bergsturz vom 28. Mai 2025 zerstört. Der im deutschsprachigen Oberwallis verbreitete Name «Tänn» bedeutet eine «ebene Fläche» in der Feldflur.

## Beschreibung
Das fast 18 Hektar grosse geschützte Auengebiet erstreckt sich über eine Länge von zwei Kilometern dem Flussbett der Lonza entlang und umfasst den natürlichen Gewässerraum mit dem Flussgerinne, durch die Fliessdynamik der Lonza entstandene Kiesinseln und Geröllflächen und Partien mit Auwald. Das Schutzgebiet beginnt einen Kilometer südwestlich der (am 28. Mai 2025 zerstörten) Dorfsiedlung von Blatten, unterhalb des Weilers Ried, bei der ehemaligen Mündung des Nästbachs in die Lonza auf 1465 m ü. M. An dieser Stelle überquerte (bis im Mai 2025) der Weschtumattenweg auf Stegen die Lonza und danach den Nästbach. Im Gebiet von Blatten münden auch noch zwei Bergbäche bei Gruäbä und Tännmattä in die Lonza.
Etwa 150 Meter vor der (ehemaligen) Mündung des Tännbachs quert die Gemeindegrenze zwischen Blatten und Wiler die Lonza und das Auenschutzgebiet. Die Stelle ist so wie auch der letzte Abschnitt des Tännbachs seit dem 28. Mai 2025 unter hohen Schuttablagerungen begraben.
Bei Tänn, im Gebiet von Wiler, ist die Flusslandschaft durch ausgedehnte, hohe Bachschuttfächer geprägt, die von den Seitenbächen stammen.